# Acontistoptera melanderi
Acontistoptera melanderi är en tvåvingeart som beskrevs av Charles Thomas Brues 1902. Acontistoptera melanderi ingår i släktet Acontistoptera och familjen puckelflugor. Inga underarter finns listade i Catalogue of Life.